# Dans les yeux d'un autre
Albums de Julie Zenatti
Fragile
(2000) Comme vous
(2004)
Dans les yeux d'un autre est le deuxième album de la chanteuse Julie Zenatti sorti en décembre 2002. 
L'album s'écoule à 110 000 exemplaires en France en 2002/2003.

## Liste des pistes
| No  | Titre                               | Durée |
| --- | ----------------------------------- | ----- |
| 1.  | La vie fait ce qu'elle veut         | 4:02  |
| 2.  | Ma vie et la tienne                 | 3:36  |
| 3.  | J'en doute                          | 3:30  |
| 4.  | Si bas                              | 3:16  |
| 5.  | Inconsolable                        | 3:33  |
| 6.  | Dans les yeux d'un autre            | 3:37  |
| 7.  | C'est du vent                       | 2:53  |
| 8.  | Je glisse                           | 3:45  |
| 9.  | Des lunes                           | 3:33  |
| 10. | Une femme qui sommeille             | 4:57  |
| 11. | Mon voisin                          | 3:49  |
| 12. | T'emmener en amour                  | 3:53  |
| 13. | C'est moi qui sonne                 | 3:16  |
| 14. | Ensemble (on ferait le monde)       |       |
| 15. | Le goût des pommes (chanson cachée) |       |

Singles de l'album : 
La vie fait ce qu'elle veut : 42 000 exemplaires vendus (peak du single 22e dans les classements français).
Dans Les Yeux d'un autre : 11 000 exemplaires vendus (38e en France).

## Classements
| Classement (2002)            | Meilleure position |
| ---------------------------- | ------------------ |
| France (SNEP)                | 30                 |
| Suisse (Schweizer Hitparade) | 76                 |